# Štěpánov nad Svratkou

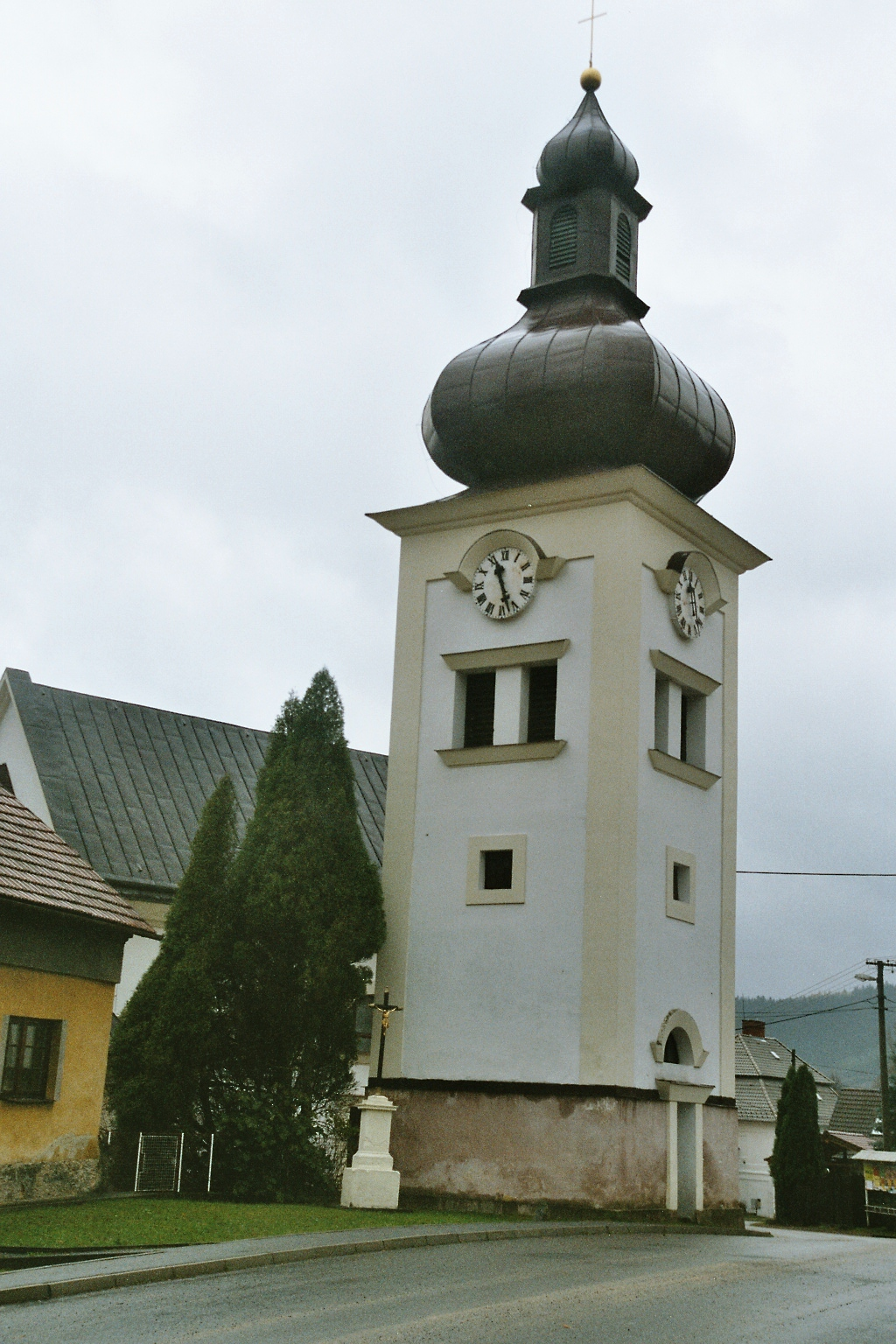
Kirche St. Peter und Paul

Štěpánov nad Svratkou, bis 1952 Štěpánov (deutsch Stiepanau, auch Stepanau) ist eine Minderstadt in Tschechien. Sie liegt sechs Kilometer südöstlich von Bystřice nad Pernštejnem und gehört zum Okres Žďár nad Sázavou.

## Geographie
Štěpánov nad Svratkou befindet sich am rechten Ufer der Svratka oberhalb der Einmündung der Hodonínka in der Böhmisch-Mährischen Höhe. Das Dorf liegt im tief eingeschnittenen Svratkatal in den Bergen der Nedvědická vrchovina und gehört zum Naturpark Svratecká hornatina. Nördlich erhebt sich die Jahodná (586 m), im Osten die Sokolí hora (Zumberg, 625 m), südöstlich der Čepičkův vrch (654 m), im Südwesten die Ochoza (566 m) und im Westen die Kozlovská horka (576 m). In Štěpánov nad Svratkou quert die Staatsstraße 19 von Kunštát nach Bystřice nad Pernštejnem das Svratkatal.
Nachbarorte sind Pivonice, Kobylnice, Borovec und Švařec im Norden, Brťoví und Čtyří Dvory im Nordosten, Beranka und Hodonín im Osten, Černovice und Horní Čepí im Südosten, Olešnička und Ujčov im Süden, Vrtěžíř und Kozlov im Westen sowie Lesoňovice im Nordwesten.

## Geschichte
Štěpánov wurde wahrscheinlich in der ersten Hälfte des 13. Jahrhunderts durch Štěpán von Medlov gegründet. Erstmals erwähnt wurde Stiepanow am 15. Februar 1285 in einer vom Olmützer Bischof Theoderich von Neuhaus für das Kloster Doubravník ausgestellten Urkunde, die auch vom Stiepanower Pfarrer Heřman unterzeichnet ist. Der Ort war seit seinem Bestehen ein Zentrum des Silber-, Kupferbaus. An der Svratka arbeiteten in Borovec und Olešnička Schmelzhütten und Hämmer. Besitzerin von Borovec war im Jahre 1358 die Äbtissin des Klosters Doubravník, Klara von Pernstein. Seit 1384 ist die Mühle in Olešnička nachweisbar, sie befand sich im Besitz der Vladikenfamilie Gedeon von Olešnička.
Auf der Kuppe Hradisko befand sich gegenüber der Einmündung der Hodonínka eine Burganlage. Sie wurde zum Ende des 15. Jahrhunderts als wüst bezeichnet. Im Jahre 1348 war Czepanaw zu Herrschaft Zubštejn zugehörig und ab 1360 gehörte Szcepanow zur Burgherrschaft Pyšolec. Seit dem 15. Jahrhundert war Štěpánov an die Herrschaft Pernstein angeschlossen, wobei der Ort einschließlich der Dörfer Olešnička, Vrtěžíř, Kozlov, Lesoňovice, Koroužné und Švařec als ein besonderer Teil ausgewiesen wurde. Im 15. Jahrhundert bestanden Silberbergwerke bei Horní Čepí und am Zumberg bei Švařec. Durch den Silberbergbau wurde Štěpánov zum industriellen Zentrum der Herrschaft Pernstein und war Sitz eines Berggerichtes und einer Bergknappschaft.
1544 übte der Štěpánover Richter sein Amt auch über die Ortschaften Borovec, Čtyři Dvory, Vrtěžíř, Lesoňovice, Koroužné, Švařec und Nivsko aus. Im Pernsteiner Mündelregister von 1551 ist Štěpánov erstmals als ein Städtchen aufgeführt. Wahrscheinlich erfolgte die Erhebung zur Minderstadt aber erst in der Zeit zwischen 1561 und 1584. 1572 wurde das Hammerwerk Borovec im Zuge seines Verkaufs erstmals urkundlich belegt. Im Jahre 1588 begann nachweislich der Abbau von Eisenerz, wobei dieser wahrscheinlich auch schon lange vorher erfolgt ist. 1598 wurden die Frondienste gegenüber der Herrschaft in Zahlungsverpflichtungen umgewandelt. Aus dem Jahre 1638 datiert die Ersterwähnung des Hammerwerkes Olešnička. 1657 versuchte Maximilian von Liechtenstein-Kastelkorn die durch den Dreißigjährigen Krieg aufgelassenen Silberbergwerke wieder zu beleben. 1716 übernahm Johann Franz Lauer die Administration sämtlicher Gruben von Jihlava und Štěpánov. Er nahm den Kupferstollen wieder auf und betrieb ihn zunächst erfolgreich. Nach Lauers Konkurs übernahm 1728 die Bürgerschaft von Kraslitz dessen Gruben, jedoch deckte der Erlös für das ausgeschmolzene Kupfer die Bergkosten nicht. Eine 1763 gegründete Bergbaugesellschaft führte Untersuchungen der alten Stollen durch. Nach einem Silberanbruch wurde der Bergbau unter Leitung des k.k. Berg- und Münzrates Ludwig Roddersthal wieder aufgenommen. Als Folge des Siebenjährigen Krieges mussten die Arbeiten im Kupferstollen und im Maria-Theresia-Stollen von 1764 bis 1766 eingestellt werden. Nach der Wiederaufnahme entstanden Streitigkeiten zwischen zwei Gewerkschaften, die 1769 kulminierten und im Jahr darauf zur Einstellung des Bergbaus führten. Nachfolgend soffen die Gruben ab und 1773 wurde die Stilllegung des Stiepanauer Bergbaus verfügt. 1774 mutete der Besitzer der Herrschaft Pernstein, Franz Stockhammer, die Silbergruben am Zumberg und Horní Čepí. Die Aufschlussarbeiten in Horní Čepí waren zu aufwändig, so dass der verschuldete Stockhammer die Arbeiten auf den Zumberg konzentrierte, wo er sich eine baldige Ausbeute erhoffte. Dieser Erfolg trat nicht ein, weshalb der Bergbau am Zumberg 1784 wieder eingestellt wurde. 1790 wurde ein erneuter Versuch zur Wiederaufnahme der Gruben am Zumberg unternommen und 1801 das alte Bergwerk in Borovec wieder geöffnet. Im Jahre 1810 unternahm Graf Salm wenig erfolgreiche Versuche zur Kupfergewinnung mittels einer neuen Methode durch Ausfällung aus dem aus den Stollen austretenden Zementwassern.
In Olešnička ist für die Zeit von 1640 bis 1692 und von 1720 bis 1760 der erste Hochofen nachweisbar. Die Hütte gehörte zu den bedeutendsten Eisenwerken in Mähren. 1761 wurde ein zweiter Hochofen in Betrieb genommen, 1862 kam noch ein dritter hinzu.
1814 wurde in Stiepanow die erste funktionsfähige Dampfmaschine der k.k. Monarchie hergestellt. 1834 hatte das Städtchen 278 Einwohner und bestand aus 34 Häusern. Borovec hatte 100 Einwohner, die in 12 Häusern lebten. In den 26 Häusern von Olešnička lebten 220 Menschen. Im Jahre 1840 erwarb das Städtchen Stiepanow für 270 Gulden das Recht zur Abhaltung von vier Jahr- und Viehmärkten. 1842 entstand eine Eisengießerei.
Nach der Aufhebung der Patrimonialherrschaften bildete Štěpánov / Stiepanau mit dem Ortsteil Borovec ab 1850 eine Marktgemeinde im Bezirk Neustadtl. In der Eisenhütte Olešnička wurde 1866 ein Postamt eingerichtet, das 1902 nach Stiepanau umzog. Im Jahre 1876 erfolgte die Stilllegung des letzten Hochofens. 1889 hatte Štěpánov 559 Einwohner, in Borovec waren es 132 und in Olešnička 246. In den Jahren 1916 bis 1919 erfolgte ein Versuch zur Wiederaufnahme des Kupferbergbaus von Stiepanau. In den 1920er Jahren wurden zum Hochwasserschutz Flussregulierungsarbeiten an der Svratka durchgeführt. 1936 entstand im Sommerlager für Hochschüler Hamře die erste Sauna der Tschechoslowakei. Während der deutschen Besatzung agierten ab 1939 in den Wäldern um Štěpánov mehrere Partisaneneinheiten.
1947 wurde der Městys dem Okres Bystřice nad Pernštejnem zugeordnet. Im Jahre darauf sank Štěpánov zur Gemeinde ab.
Am 23. April 1950 erfolgte die Eingemeindung von Olešnička. Der Gemeindename erhielt 1952 den amtlichen Zusatz nad Svratkou. 1952 wurde der Hochofen abgerissen. 1961 wurde Vrtěžíř eingemeindet und die Gemeinde kam zum Okres Žďár nad Sázavou.
Nach dem Zweiten Weltkrieg wurde die Lagerstätte mehrfach untersucht und 1977 schätzte Oskar Pluskal von der Prager Karls-Universität die Vorräte bei Štěpánov auf 15–25 Millionen Tonnen Blei-, Silber- und Zinkerze.
1993 entdeckte der Hobbyforscher Jaroslav Sadílek aus Olešnice zwei Kilometer nordöstlich von Štěpánov bei Havírna Reste einer mittelalterlichen Ansiedlung von Bergleuten aus der Zeit nach 1250.
Am 15. und 16. Juli 2002 gehörte Štěpánov nad Svratkou neben Olešnice, Hodonín und Crhov zu dem am meisten durch das Julihochwasser geschädigten Orten des Landes. Dabei schwoll die Hodonínka zu einem reißenden Fluss an, überflutete den Ort und zerstörte Straßen und Brücken. Seit dem 20. Mai 2014 besitzt Štěpánov nad Svratkou den Status eines Městys.
Die Gießerei firmiert heute als Železárny Štěpánov, spol. s r.o. und produziert vorwiegend Aluminiumguss, der zu 40 % nach Österreich und Deutschland exportiert wird.

## Gemeindegliederung
Die Gemeinde Štěpánov nad Svratkou besteht aus den Ortsteilen Štěpánov nad Svratkou (Stiepanau) und Vrtěžíř (Wertischier). Grundsiedlungseinheiten sind Borovec (Porowetz, auch Borowetz), Olešnička (Oleschnitschka), Štěpánov nad Svratkou und Vrtěžíř.
Das Gemeindegebiet gliedert sich in die Katastralbezirke Borovec, Olešnička, Štěpánov nad Svratkou und Vrtěžíř.

## Sehenswürdigkeiten
- Kirche St. Peter und Paul, erbaut in der 2. Hälfte des 13. Jahrhunderts, nach dem Brand von 1917 wurde sie 1924 wieder geweiht
- Statue des hl. Johannes von Nepomuk, geschaffen 1896
- fünf marmorne Grenzsteine zwischen den Herrschaften Kunstadt und Pernstein aus dem Jahre 1678 am Páleniny, östlich des Ortes. Sie wurden anlässlich des Verkaufs des Pernsteiner Waldes an das Gut Prosetín aufgestellt
- Burgruine Zubštejn, nördlich des Ortes
- Naturreservat „U Hamrů“ bei Borovec

## Ehrenbürger
- 2002: Josip Kleczek (1923–2014), tschechischer Astrophysiker